# Magura (stad)
Magura is een stad in Bangladesh. De stad is de hoofdstad van het district Magura. De stad telt ongeveer 85.000 inwoners.